# Caroline Williams
Caroline Williams (Texas, 1957) es una actriz estadounidense, más conocida como su papel de "Stretch" en la película La matanza de Texas 2 (1986), realizó un breve cameo de ella en la secuela de la película La matanza de Texas III: Leatherface (1990) y apareció en las dos secuelas de horror Stepfather 2 (1989) y Leprechaun 3 (1995).
Ha hecho varias apariciones en la televisión como actriz invitada en series como Murder, She Wrote, ER, Sabrina, the Teenage Witch y Nip/Tuck, entre otras.

## Filmografía
| Año  | Película                                 | Rol                            |
| ---- | ---------------------------------------- | ------------------------------ |
| 1985 | The Legend of Billie Jean                |                                |
| 1986 | Getting Even                             | Molly                          |
| 1986 | The Texas Chainsaw Massacre 2            | Vanita Brock "Stretch"         |
| 1989 | Stepfather II                            | Matty Crimmins                 |
| 1989 | Leatherface: Texas Chainsaw Massacre III | Vanita Brock "Stretch" (cameo) |
| 1990 | Days of Thunder                          | Jennie                         |
| 1995 | Leprechaun 3                             | Loretta                        |
| 2000 | El Grinch                                | Mujer diminuta                 |
| 2007 | Jane Doe: How to Fire Your Boss          | Alana Devlin                   |
| 2009 | Monsterpiece Theatre Volume 1            | Tía D                          |
| 2009 | Halloween II                             | Dra. Maple                     |
| 2013 | Contracted                               | Nancy Williams                 |
| 2023 | Renfield                                 | Vanessa                        |

## Controversia
El 5 de enero de 2020, Caroline tuiteó acerca de The Golden Globes, arremetiendo contra el director norcoreano Bong Joon-ho y su película "Parasite", la cual ganó el premio a mejor película de lengua extranjera. Williams se refirió a la película como ofensiva por forzar al público anglosajón a leer subtítulos y llamó a los asiáticos "personas menos inteligentes". Sus comentarios fueron controvertidos especialmente para los estadounidenses liberales y con posturas anti Trump. La actriz fue llamada "otra seguidora idiota de Trump" por el público estadounidense.
- Datos: Q443413